# François Backvis
Pour les articles homonymes, voir Backvis.
François Backvis, né le 5 janvier 1857 à Molenbeek-Saint-Jean et mort en 1926, est un peintre belge.
Son champ pictural, de facture réaliste, couvre les paysages, les représentations animalières, les natures mortes, les fleurs et les fruits. Durant sa carrière, il expose aux salons triennaux belges. Deux de ses œuvres sont conservées au Musée de Courtrai.

## Biographie

### Famille
François (Émile François) Backvis, né le 5 janvier 1857 rue de la Perle no 29 à Molenbeek-Saint-Jean, est le fils de Charles Backvis (1827-1898), peintre décorateur, né à Termonde, et d'Elisabeth Wets (1817), bouchère, née à Berchem-Sainte-Agathe, mariés à Molenbeek-Saint-Jean le 29 mars 1852. François Backvis se marie en premières noces à Molenbeek-Saint-Jean le 29 août 1882 avec Elisabeth Joséphine Michiels (1860-1896), sous institutrice à Molenbeek, et en secondes noces, au même lieu, le 18 juillet 1896 avec Marie Henriette Van Hauwermeiren (1877).

### Formation
François Backvis étudie à l'École de dessin de Molenbeek-Saint-Jean. Il est également l'élève de Charles Verlat.

### Carrière
François Backvis expose pour la première fois au Salon de Gand de 1874, puis participe régulièrement aux Salons triennaux belges jusqu'en 1886, date à partir de laquelle sa carrière n'est plus documentée. Il envoie aussi une œuvre à l'Exposition universelle coloniale et d'exportation générale d'Amsterdam en 1883. Il obtient une médaille d'argent pour Un marché aux chevaux exposé à l'Alexandra Palace à Londres en 1885.
François Backvis, qui réside en 1896 à Jette-Saint-Pierre, meurt en 1926.

## Œuvre

### Caractéristiques
Son champ pictural de facture réaliste couvre les couvre les paysages, les représentations animalières, les natures mortes, les fleurs et les fruits. Ses représentations de moutons ressemblent à celles de Charles Verlat. Lorsqu'il expose Un marché aux chevaux à Londres en 1885, la critique est élogieuse et voit en lui un artiste à l'avenir prometteur, dont plusieurs toiles ont déjà été favorablement remarquées,.

### Galerie

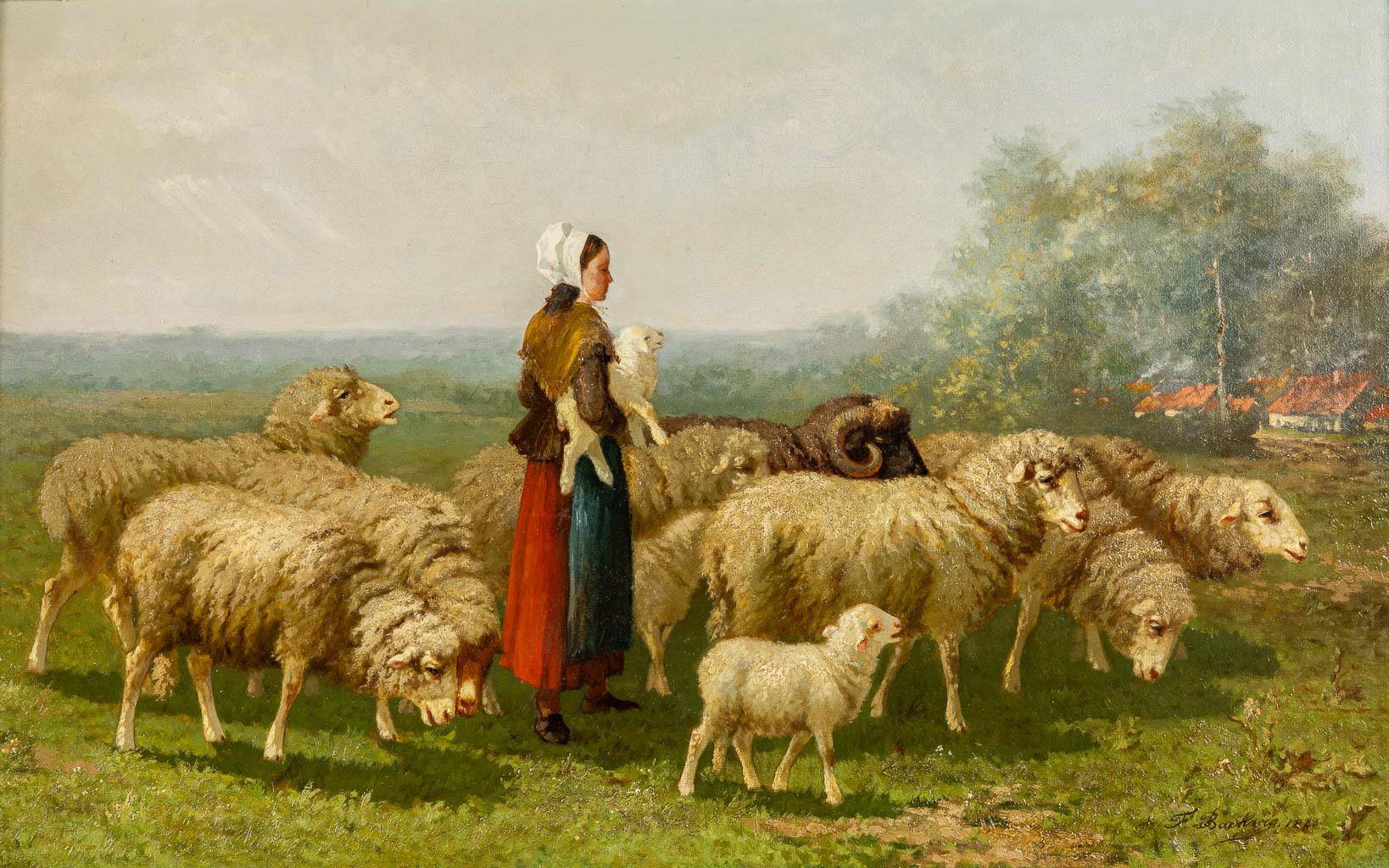
Bergère avec des moutons, (1876).
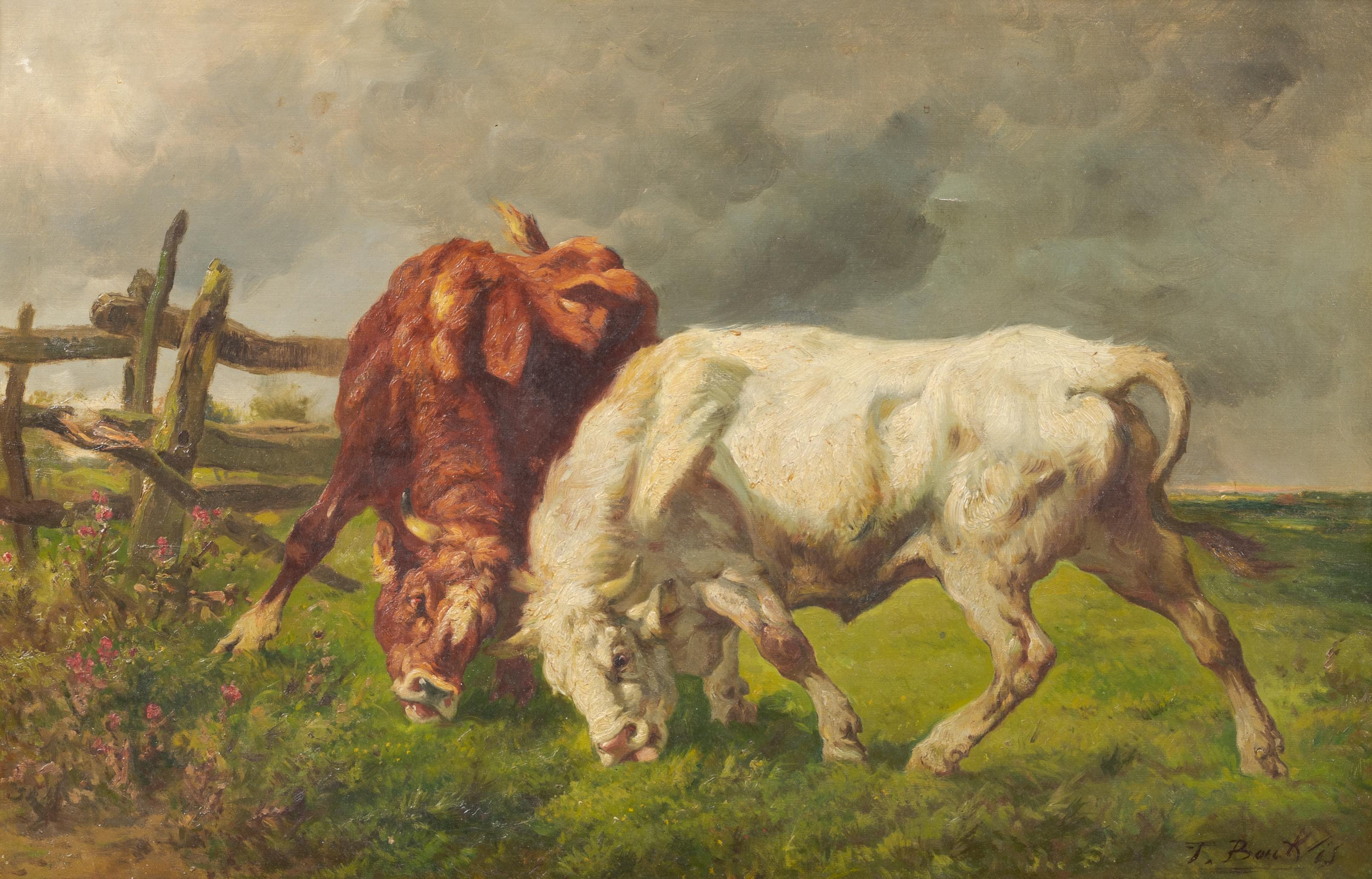
Lutte de taureaux.
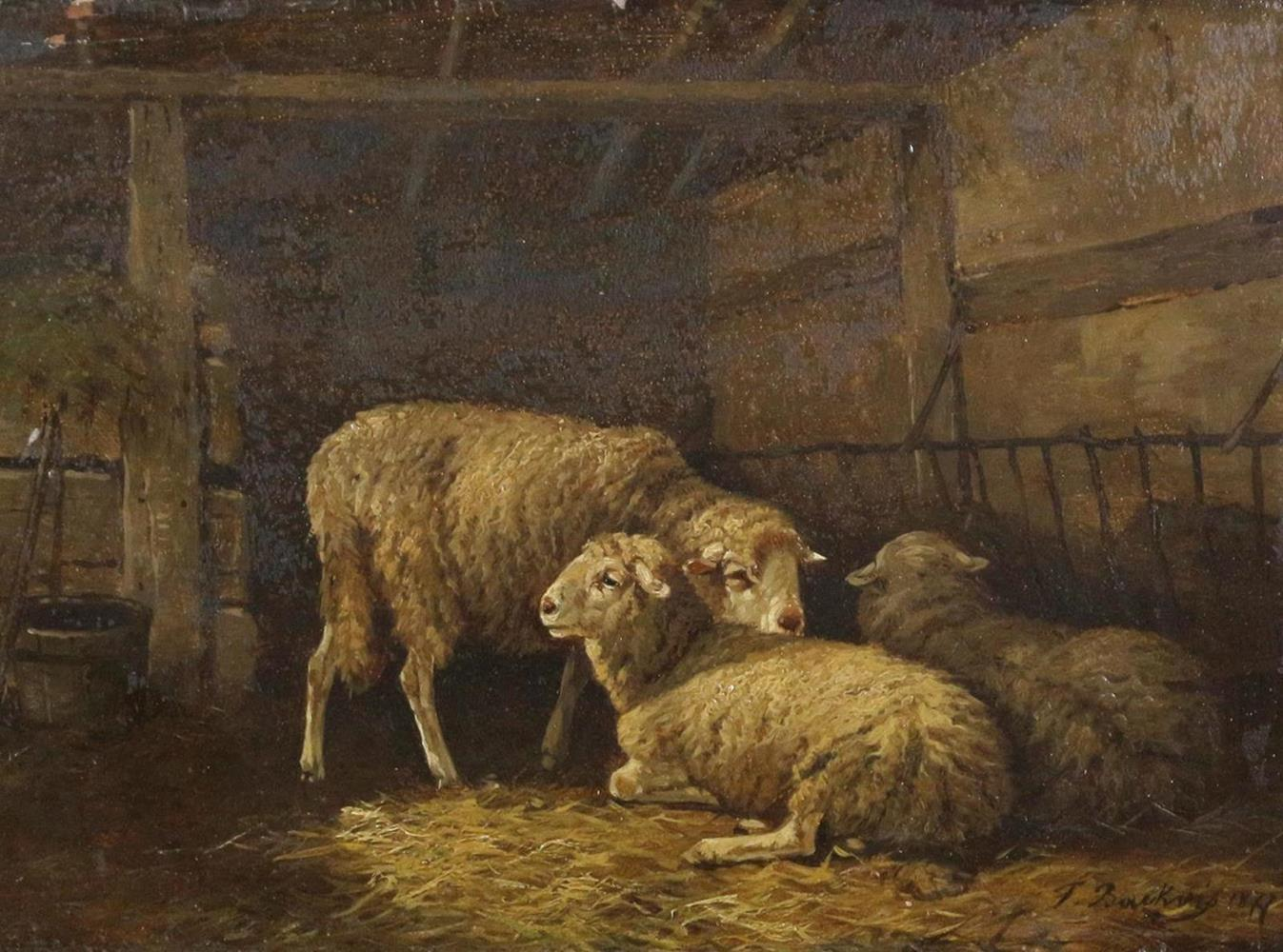
Dans la bergerie (1877).
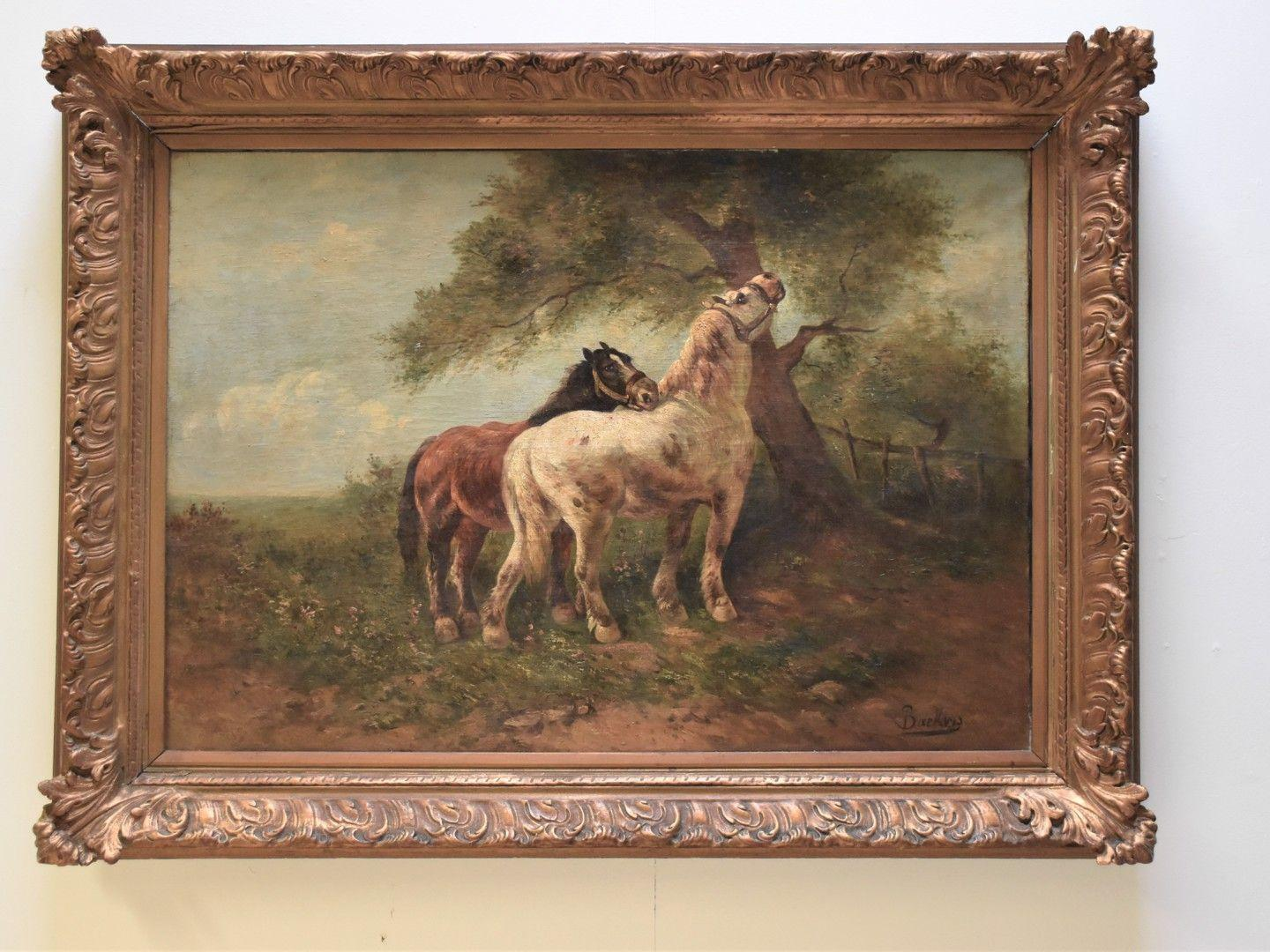
Chevaux près d'un arbre.

### Expositions

#### Belgique
- Salon de Gand de 1874 (XXIXe) : L'Avant soirée[5].
- Salon de Bruxelles de 1875 : Intérieur de bergerie[6].
- Salon d'Anvers de 1876 : Un troupeau de moutons[7].
- Salon de Gand (XXXe) de 1877 : Troupeau de moutons à Ganshoren et Bergerie[8].
- Salon d'Anvers de 1879 : Deux vaches au pâturage et Attelage attaqué par des loups[9].
- Salon de Gand (XXXIe) de 1880 : Croquis[10].
- Exposition historique des Beaux-Arts de Bruxelles de 1880 : Troupeau de moutons attaqués par les loups[3].
- Salon de Bruxelles de 1881 : Un troupeau de moutons avec vue du Mont-Blanc (Suisse) et Fleurs[11].
- Salon de Gand de 1883 (XXXIIe) : Troupeau de moutons avec vue sur Bruxelles et Roses[12].
- Salon des beaux-arts de Namur de 1883 : Moutons.
- Salon de Bruxelles de 1884 : Bœufs attaqués par des loups[13].
- Salon de Gand de 1886 (XXXIIIe) : Troupeau de moutons (matin)[14].

#### Pays-Bas
- Exposition universelle coloniale et d'exportation générale d'Amsterdam en 1883[4].

### Collection muséale
- Musée Broel à Courtrai (jusqu'à sa fermeture en 2014) : Moisson, une charrette à foin attelée dans le champ (1879) et Chèvres (1879)[4].